# Гончарук, Сергей Иванович
Серге́й Ива́нович Гончару́к (4 ноября 1923, Духовское, Приморский край — 7 июня 2012, Люберцы) — советский и российский философ, поэт. Ветеран Великой Отечественной войны, доктор философских наук, профессор. Автор научных исследований и учебных пособий по философии и логике.

## Биография
Сергей Иванович Гончарук родился 4 ноября 1923 года в селе Духовское Спасского района Приморского края в семье выходцев из Черниговской губернии. Среднюю школу окончил в 1940 году. В Советской армии служил с апреля 1941 по январь 1946 года. В апреле 1941 года Гончарука направили в школу младших военных специалистов 29-й авиадивизии, затем механиком в авиаполк.  Воевал  на  Белорусском фронте мотористом, затем диспетчером авиаполка. Награждён орденом Отечественной войны 1 степени и многими медалями.
В 1951 году окончил Философский факультет МГУ, получив диплом с отличием. Учёные степени кандидата и доктора философских наук присвоены в 1954 и в 1975 годах.
Работал старшим преподавателем на кафедрах философии Донецкого и Черниговского педагогического институтов. (1958),
С 1954 года работал доцентом, заведующим кафедрой, профессором кафедр философии ряда вузов Москвы и Академии наук СССР и России. С 1958 по 1973 год — доцент кафедры философии Московского института инженерно-железнодорожного транспорта. С 1978 года — профессор кафедры философии РАН Опубликовал более 100 научных работ. С 1995 года и до смерти — профессор в Российском государственном социальном университете.
С. И. Гончарук известен как исследователь проблем общественных законов и методологии научного познания. В последние годы разрабатывал проблемы законов общества с позиции системного метода и принципа целостности.

### Научные исследования и учебные пособия
- Единство теории и практики —- М.: Моск. рабочий. 1962. — 64 с.
- О скептиках и скептицизме —- М.: Политиздат, 1967
- Виноградов В. Г., Гончарук С. И. Законы общества и научное предвидение. —- М.: Политиздат, 1972
- Законы развития и функционирования общества: Гносеологический и методологический анализ. —- М.: Высшая школа, 1977
- Виноградов В. Г., Гончарук С. И. Методологические принципы социального предвидения, —- М.: Знание, 1978
- Общественные законы и закономерности. —- Таллин: Ээсти раамат, 1980. —- 88 с.
- Общество и социальная революция (Закономерности революционного процесса). —- М.: Знание, 1985
- Локомотивы истории: Социальная революция как закон развития общества. —- М.: Политиздат, 1985
- Этническое и патриотическое сознание : К вопросу о духовной безопасности России. —- М.: МАКС Пресс, 2002
- Социальная философия. Под редакцией проф. И. А. Гобозова. —- М., 2003
- Методологические основы социального познания: учебное пособие. —- М.: АПК и ППРО, 2006. — 244 с.
- Логико-методологические проблемы изучения наук об обществе. Советы для преподавателей, аспирантов и студентов: учеб. пособие. —- М.: АПК и ППРО, 2006. — 130 с.
- Логика: учебное пособие. —- М.: АПК и ППРО, 2007. — 220 с.

### Сборники стихов
- Как не любить, о Родина, тебя! — М., 1998.
- Россия — родина и мать. — М.: Союз, 1999.
- Свой долг России отдаю… [Стихи] — М.: ВИУ, 2002.